# Simone Giannelli
Simone Giannelli (Bolzano, Italia; 9 de agosto de 1996) es un jugador profesional de voleibol, de nacionalidad italiana, que ocupa la posición de armador en el Sir Safety Perugia y en la  selección italiana.

## Trayectoria

### Clubes
Giannelli empieza a jugar a voleibol con 12 años en el equipo de su ciudad el Südtirol Bolzano en 2008; de inmediato es notado por los observadores del Trentino Volley y  desde el año siguiente forma parte de las juveniles del equipo trentino. Empieza a jugar en la posición de receptor/atacante y en la sub-16 juega también como opuesto y armador, posición que ocupa definitivamente desde 2013. Con los equipos juveniles de la Trentino Volley, Giannelli gana el campeonato nacional en las categorías sub-14, sub-16, sub-17 y sub-19.
El 12 de mayo de 2013 es agregado al primer equipo como reserva de Giacomo Sintini en el partido decisivo por el scudetto en el quinto partido de la serie final frente al Pallavolo Piacenza, tras la lesión del armador titular Raphael. Pese a no disputar el partido se convierte en campeón de Italia por la primera vez.
En la temporada siguiente debuta el la Serie A1 en un partido frente al CMC Ravenna convirtiéndose en el jugador más joven del Trentino Volley en disputar un partido oficial; todavía es el tercer armador del equipo por detrás de Giacomo Sintini y Donald Suxho y no disputa muchos partidos.
Desde la temporada 2014/2015 es agregado definitivamente al primer equipo; empieza el año como reserva del polaco Lukas Zygadlo, sin embargo juega muchos partidos y disputa como titular los dos partidos decisivos (el 3° y el 4°) de la serie de final de playoff frente al Pallavolo Modena. Giannelli guía su equipo en dos contundentes triunfos por 3-0 y levanta su segundo título nacional siendo también nombrado MVP de las finales.
Desde la temporada 2015/2016, con tan sólo 19 años, es designado armador titular por el entrenador Radostin Stoytchev.

### Selección
El 29 de mayo de 2015 debuta en la  selección italiana en un partido de la Liga Mundial frente a Australia en Adelaide ganada por 3-0; también es seleccionado para la Final Six de la misma Liga Mundial disputada en Brasil. Con la llegada de Blengini en el banquillo de la selección se convierte en el armador titular y en septiembre lidera el equipo hasta la medalla de plata en la  Copa Mundial, consiguiendo así el billete por los Juegos Olímpicos de Río de Janeiro 2016.
En octubre consigue la medalla de bronce en el  Campeonato europeo, tras vencer a Bulgaria en la final por 3/4 puesto disputada en Sofía. En los Juegos Olímpicos de Río de Janeiro 2016 lidera la selección hasta la final donde es derrotada por Brasil por 0-3. 
En el mundial de vóley del año 2022 organizado cojuntamente en Polonia y Eslovenia consigue la medalla de oro al derrotar en las fases finales a Cuba por 3-1, Francia 3-2, Eslovenia 3-0 y en la gran final a los locales, Polonia, en Katowice por 3-1; Simone es elegido MVP del campeonato y queda dentro del equipo ideal del mundial.

## Palmarés

### Clubes
- Campeonato de Italia (2) : 2012/2013, 2014/2015
- Copa Mundial de Clubes (1): 2018
- Copa CEV (1): 2018-19

### Premios individuales
- MVP de la final de los playoff de la Superlega 2014/2015[8]
- Mejor armador del  Campeonato europeo 2015[9]
- Mejor armador de la Liga Mundial 2016[10]
- MVP del campeonato Mundial de Vóley 2022